# Публий Калвизий Тул Рузон
Вижте пояснителната страница за други личности с името Публий Калвизий Рузон.
Публий Калвизий Тул Рузон (на латински: Publius Calvisius Tullus Ruso) е политик и сенатор на Римската империя през началото на 2 век по времето на император Траян.

## Биография
Произлиза от фамилията Калвизии. Син е на Публий Калвизий Рузон Юлий Фронтин.
Жени се за Домиция Луцила Старша. Неговата дъщеря Домиция Луцила e майка на император Марк Аврелий.
През 109 г. той е редовен консул заедно с Авъл Корнелий Палма Фронтониан.